# Levon Helm
Levon Helm, född Mark Lavon Helm den 26 maj 1940 i Elaine i Arkansas, död 19 april 2012 i New York i New York, var en amerikansk rockmusiker som var trummis och sångare i det kanadensiska bandet The Band.

## Biografi
Helm spelade ursprungligen i bandet The Hawks. Efter flera byten av medlemmar och byte av bandets namn till The Band, var Helm ende amerikan i bandet.
Levon Helm diagnostiserades med cancer 1998. Efter strålbehandling mot cancer tillfrisknade han och kunde sjunga i flera år till. Han avled till slut i sviterna av strupcancer.

## Diskografi

### Med The Band
- Music from Big Pink (1968)
- The Band (1969)
- Stage Fright (1970)
- Cahoots (1971)
- Rock of Ages (live) (1972)
- Moondog Matinee (1973)
- Northern Lights-Southern Cross (1975)
- Islands (1977)
- The Last Waltz (1978)
- Jericho (1993)
- High on the Hog (1996)
- Jubilation (1998)

### Solo
- Levon Helm and the RCO All Stars (1977)
- Levon Helm (1978)
- American Son (1980)
- Levon Helm (1982)
- The Ties That Bind (1999)
- Dirt Farmer (2007)
- Electric Dirt (2009)
- Ramble at the Ryman (live) (2011)

### Med Muddy Waters
- The Muddy Waters Woodstock Album (1975)

### Annat
- The Legend of Jesse James (1980)
- Souvenir, Vol. 1 (1998)
- The Imus Ranch Record (2008)
- The Imus Ranch Record II (2010)
- The Lost Notebooks of Hank Williams (2011)